# Rów Abisyński
Rów Abisyński stanowi najbardziej na północ wysuniętą część Wielkich Rowów Afrykańskich u brzegów Morza Czerwonego i Zatoki Adeńskiej.
Rozpoczyna się na północy szerokim, depresyjnym zapadliskiem Afar, oddzielającym Wyżynę Abisyńską (na zachodzie) od Somalijskiej (na wschodzie) i biegnie w kierunku południowo-zachodnim głębokim obniżeniem, którego dno miejscami wypełniają niewielkie jeziora (m.in. Abbaja, Czamo, Zuaj, Langano, Shala), a w okolicy Jeziora Turkana przechodzi w Wielki Rów Wschodni.
Wielkie Rowy Afrykańskie mają swą kontynuację tektoniczną w dolinie ryftowej na dnie Morza Czerwonego i w Rowie Jordanu.